# 川添公二
川添 公二（かわぞえ こうじ、1974年7月3日 - ）は俳優、ナレーター。大阪府出身。血液型はA型。ライターズカンパニー所属。劇団テノヒラサイズ在籍。

## 来歴・人物
大阪府立伯太高校卒業。5年間のサラリーマン経験をした後、バイトで行ったお化け屋敷からキャリアをスタートさせた。1998年に奥井隆一が代表を務める劇団「時間泥棒」にて初舞台を踏む。2008年末「劇団テノヒラサイズ」に結成メンバーとして参加。通称は「アマゾン」。
2009年に奥井隆一が主宰する演劇チーム「CHO-ZIN」の舞台でセプテンバー酒井となり前説を担当させられる。それ以降セプテンバー酒井としては奥井の劇団以外の劇団でも前説として活躍の場を広げて行くようになる。（セプテンバー酒井としての活動は後述の「風に吹かれて波乗りジョニーず」を参照。）
2012年にはセプテンバー酒井として俳優仲間5人で演劇ユニット「風に吹かれて波乗りジョニーず」を結成。
2019年 門真国際映画祭 舞台映像部門 最優秀助演男優賞 受賞。
2019年 関西演劇祭 ベストアクター賞 受賞。
2023年9月15日ルーマニアのブカレストで行われたワラキア国際映画祭2023にて映画『さようなら』で最優秀助演男優賞受賞。

## 出演

### 舞台
- 劇団テノヒラサイズ

1. 「テノヒラサイズの人生大車輪」（2009年）
2. 「テノヒラサイズの致命的な欠陥」（2009年）
3. 「一口サイズのテノヒラサイズ」（2009年）
4. 「テノヒラサイズの飴と鞭と罪と罰」（2010年）
5. 「テノヒラサイズの人生大車輪」（2010年）再演
6. 「テノヒラサイズの致命的誤謬」（2011年）
7. 「テノヒラサイズの人生大車輪」（2011）再演
8. カフェイベント「テノヒラサイズのトナカイガリ」（2011年）
9. LINX'S-03-シアトリカル應典院（2011年）[8]
10. BeawtifurLife in なんばCITY by FM802「テノヒラサイズの天国と地獄」（2012年）[9]
11. LINX'S-04-大阪 日本橋 インディペンデントシアター2nd（2012年）[10]
12. 劇団ヴィジュアル系コント火曜祭 大阪 千日前トライブ（2012年）[11]
13. 「泥の子と狭い家の物語」（2012年）[12]
14. 「テノヒラサイズの飴と鞭と罪と罰」（2012年）再演
15. 「不老不死セレブレイション」（2013年）
16. 牛窓ナチュラルキャンプ2014（2014年）
17. 「それでも世界には俺がいた方がいい」(2014年)
18. 「7人のテノヒラサイズ」（2015年）
19. 「老人と怪物」（2015年）
20. 「テノヒラサイズの人生大車輪」（2015年）再演
21. 「テノヒラサイズの人生大車輪」（2016年）再演
22. 「大豆の丸みに心打たれて生きろ」
23. 10周年記念公演 「優しい犯罪者」（2018年）[13]
24. 「憧れのデコラティブライフ」（2019年）[14]
25. 「止まれない12人」（2025年）[15]

- 時間泥棒「おはようございます」（1998年）※初舞台
- 劇団ひまわり「円のような縁」（2006年）
- 演劇ユニットアクサル 第7回公演「RAINBO二舎六房の七人」（2007年）[16]
- CHO-ZIN「あぁ、春日村青年団」（2009年）
- 芸術活動集団en-en vol.1「段ボールは、左横で。」
- 芸術活動集団en-en vol.2「円のような縁」（2010年）[17]
- 芸術活動集団en-en vol.2.7「えい象くん。と、ご飯を食べよう。」（2010年）
- CHO-ZIN vol.2「栗田家の人々～我が家にやっと春が来た…～」（2011年）[18]
- en-en vol.3.2「クリスマスを過ごします。会」（2011年）[19]
- ひのにしけんいち「24時間、何かを造り続ける。」（2012年）[20]
- baghdadcafe the 12th performance「サヨナラ」（2012年）[21]
- en:en vol.4.0「音の聞こえた町。」（2012年）[22]
- en:en vol.4.2 初秋トリイフェス2012「３人きり。５」（2012年）[23]
- 江坂スペース・シアターこけら落とし公演「夕」（2012年）[24]
- 風に吹かれて波乗りジョニーず
  - en:en vol.4.2 初秋トリイフェス2012「トリイトークフェス」（2012年）[25]
  - 「クリスマス会」（2012年）
  - 「養護学校　慰問」（2012年）
  - 「バナナの学校」（2013年）
  - 「クリ謹フェスティバル」（2013年）[26]
  - 「はっちゃけLXUARY XmasPARTY」（2013年）
  - 「忘年会イベント」（2014年）[27]
  - 「忘年会イベント」（2015年）[28]
  - 「風に吹かれて波乗りジョニーずの子猫ちゃんの子猫ちゃんをビッショリ濡らしてやるぜ2017」（2017年）[29]
  - 「10周年だぜ 222 これからも子猫ちゃんと波にのっていくぜ」（2022年11月19日）
  - 「真夏の波乗り祭」（2024年8月4日）
- ゲキバカ「ごんべい」（2013年）[30]
- 10ANTS「坂の上の二人と三人。そしてひとり」（2013年）[31]
- 劇団925「金星の金曜日」「まごころを君に」（2013年）※2本立て[32]
- baghdadcafe' 13.the LIVES「talk about her life」（2013年）[33]
- 10ANTS「坂の上の二人と三人。そしてひとり」（2014年）[34]
- ブラック★タイツ「桜×心中」（2014年）[35]
- JACKPOT 第一回公演「B&B」（2014年）[36]
- バグダッドカフェ「リターン☆プラネット on stage」（2014年）[37]
- 伊藤えん魔プロデュース「コロニー」（2014年）
- ユニバーサル・スタジオ・ジャパン「ワンピースショーサンジの海賊レストラン」（2014年）[38][39]
- 伊藤えん魔プロデュース「心優しきマッカーサー」（2015年）[40]
- 伊藤えん魔プロデュース「兄貴歌/アニソン」（2016年）[41]
- 吹田メイシアター開館30周年記念公演「TOUCHABLES」（2016年）
- 忠臣蔵外伝・大阪昆布屋人情ばなし
- あんがいおまる一座「上海1930」（2016年）
- 長野県安曇郡梓川5001番地
- 伊藤えん魔プロデュース「イカロス戦記」（2017年）[42]
- thorough「蒼い刻」（2017年）[42]
- 劇団レトルト内閣 第27回本公演 / Ho-Me-I-Ku音楽劇「エピメテウスの眼鏡」（2018年）[43]
- オパンポン創造社
  - 「大巨人とスタンドバイミー」（2015年）[44]
  - 大大阪舞台博覧会2016「最後の晩餐」（2016年）[45]
  - 「ダカラ、イトオシイ」（2016年）
  - 第18回創造記念「さようなら」（2018年）[46]
  - 應典院舞台芸術祭 第2回縁劇フェス「不愉快な上機嫌」（2018年）[47]
  - CoRich舞台芸術まつり！2018春 グランプリ記念「さようなら」（2019年）[48][49]
  - 中之島春の文化祭2019 （2019年）[50]
  - 應典院 縁劇フェス3（2019年）[51]
  - 鯛プロジェクト 第3回公演『愛鯛』「サンセット」（2019年）[52]
  - 関西演劇祭「最後の晩餐」（2019年）[53]
  - 関西演劇祭inTokyo「最後の晩餐」（2021年）[54]
  - オパンポン創造社「オパンポン★ナイト ～ほほえむうれひ～」（2021年）[55]
- WARAOMO企画 長編会話劇「音。」（2018年）[56]
- 一人芝居フェスティバル INDEPENDENT:18「コルチカム」（2018年）[57]
- 戯曲講座・伊丹想流劇塾 第2期生公演 憂歌2019「腹を横に」（2019年）[58]
- 突劇金魚「墓場のオサムと機嫌のいい幽霊」墓組出演（2019年）[6][59]
- モンゴルズシアターカンパニープロデュース「Choose My Life!オンラインバージョン」（2020年）[60]
- 劇団コケコッコー「あっかんべー」（2020年）[61]
- OsakaMasters「何かようかい ～つながるあそび～」（2021.2022.2024.2025年）[62]
- 火曜日のゲキジョウ30×30 『匿名劇壇×COMPLETE爆弾』「ドアノブはない」COMPLETE爆弾出演(2022年)
- 朝ミュージカル大阪 「僕と彼女と物憂げな傘⁡⁡」(2022年)
- 30GP COMPLETE爆弾「ドアノブはない」(2023年)
- オパンポン創造社「幸演会」(2023年)
- テノヒラサイズ「春の遺伝子」(2023年)
- オフィスミナミカゼプロデュース「ネバーランド年代記」(2024年)
- Dysmicプロデュース「リトルウェンズデイ」チームVega出演(2025年)

他多数

### テレビドラマ
- 連続テレビ小説（NHK）
  - てっぱん - 会社員1 役[63]
  - 純と愛
  - あさが来た
  - スカーレット - 榊 役
  - おちょやん - 富岡竜夫 役
  - 舞いあがれ - 航空学校 宮崎本校 教官 役
  - ブギウギ - 鹿児島慰問公演担当者 役
- ディア・ゴースト（2000年、MBS制作・TBS系）
- パンダが町にやってくる（2008年、MBS制作・TBS系）
- 誰も知らないJ学園（2010年、関西テレビ）- 体育教師 里村 役[64]
- 経世済民の男 小林一三（2015年、NHK）
- だから私は推しました（2019年、NHK）
- 元町ロックンロールスウィンドル 第10話（2019年、サンテレビ）- ジェット北村アンビシャス 役[65]
- 科捜研の女 Season19 第27話（2020年、テレビ朝日）- 藤澤良太 役[66]
- 閻魔堂沙羅の推理奇譚 第3回（2020年、NHK）- 医師 役
- 遺留捜査 第6シリーズ 第1話（2021年、テレビ朝日）- 中森司郎（黄昏の作者・故人）役
- 惑星スミスでネイキッドランチを（2021年、サンテレビ）- 佐藤刑事 役[65]
- ペットにドはまりして、会社辞めました（2022年3月22日、NHK）[67]
- あなたのブツが、ここに（2022年、NHK） - 翔真の父 役
- 稲妻ムービーマーケット（2023年、サンテレビ）

### テレビ
- テノヒラサイズのキャンプへGO!（2011年、関西テレビ）※現在はWeb動画
- お笑いワイドショー マルコポロリ!（関西テレビ）
- ごきげんライフスタイル よ〜いドン!（関西テレビ）
- ちゃちゃ入れマンデー（関西テレビ）
- 今夜もハッスル（サンテレビ）まっくす劇場 コーナー担当
- 見どころプロムナード（2009年～2012年、にしのみやインターネットテレビ）レポーター[68]
- ほっとネットベイコム（ベイ・コミュニケーションズ ケーブルテレビ）[69]
- ねっとわーくPLUS（ベイ・コミュニケーションズ ケーブルテレビ）

### 映画
- 電撃BOPのセクシーマザーファッカーズに!!（2007年）[70]
- ショートフィルム「DEAD ANGLE」（2012年）[71]
- 奥さまと花屋、下着泥棒とユーレイ（2012年）[72]
- ナニワ銭道（2014年）[73]
- マンハント（2017年）
- 決算!忠臣蔵（2019年）- 畑勘右衛門 役
- ソワレ（2020年）
- 鬼の臍を蓼酢で喰う（2021年）ｰ 茨の道会 幹部 カトリ 役
- さようなら（2022年）
- 花子とキメラ（2022年）
- 豊宇兄弟（2023年）
- ハミンンンンンング（2023年）[74]

### Webドラマ
- 探偵リターンズ（2021年）※川添の愛犬「りく」も出演している

### ラジオ
- FMシアター（NHK-FM）
  - ハードボイルド・ボギー（2014年）
  - 父が還る日（2017年）
- 青春アドベンチャー（NHK-FM）
  - 時砂の王（2018年）
  - 高天原探題（2019年）
- ラジオドラマ（MBSラジオ）
  - 梅田地下オデッセイ（2013年）[75]
  - 永訣の夜、黄金の朝（2019年）

### CM＆ナレーション
- ＪＲ西日本・カンセンジャー - ニシ・タビト 役[76]
- 株式会社くらこん 無添加とろろ昆布 「リーゼンとろろ リーゼントーク」篇（2019年）- サングラスをしてるアニキ 役
- 淡路ファームパーク イングランドの丘[77]
- 小林製薬 噛むブレスケア
- マツヤ電気
- ミナト法務事務所[78]
- 神戸トヨペット ラジオCM（2013年、FM802）- お父さん 役[79]
- エディオン[80]